# عبدالمنعم واصل
عبدالمنعم واصل (عربی: عبد المنعم واصل; ۳۰ دسامبر ۱۹۲۷ – ۱۷ مهٔ ۲۰۰۲) سرلشکر نیروی زمینی مصر بود، که در جنگ شش‌روزه فرماندهی تیپ ۱۴ زرهی را برعهده داشت و در خلال جنگ یوم کیپور فرمانده ارتش سوم مصر بود.
وی از ۱۹۷۳ تا ۱۹۷۴ به‌عنوان معاون وزیر جنگ مصر فعالیت می‌کرد، در فاصله سال‌های ۱۹۷۴ تا ۱۹۷۶ فرماندار سوهاج بود و از ۱۹۷۶ تا ۱۹۷۸ فرمانداری شارکیه را برعهده داشت.
عبدالمنعم واصل، پس از اخذ دیپلم دبیرستان، به دانشکده بازرگانی دانشگاه قاهره پیوست. پس از اخذ مدرک لیسانس، در سال ۱۹۴۰ به دانشکده نظامی پیوست و دوره‌های متعددی را در اتحاد جماهیر شوروی، بریتانیا و ایالات متحده آمریکا گذراند. او یکی از معدود افسران مصری است که در جنگ جهانی دوم، جنگ ۱۹۴۸ فلسطین و بحران سوئز، جنگ شش‌روزه و جنگ یوم کیپور حضور داشت.